# Huntia deepensis
Huntia deepensis är en spindelart som beskrevs av Gray och Thompson 200. Huntia deepensis ingår i släktet Huntia och familjen Zoropsidae.
Artens utbredningsområde är Western Australia. Inga underarter finns listade i Catalogue of Life.